# Amplificador òptic

Diagrama esquemàtic d'un amplificador de fibra dopada.

Un amplificador òptic és un dispositiu en fibra òptica que amplifica un senyal òptic directament, sense la necessitat de convertir el senyal al domini elèctric, amplificar en elèctric i tornar a passar a òptic. Els amplificadors en fibra són amplificadors òptics que utilitzen fibra dopada, normalment amb terres rares. Aquests amplificadors necessiten un bombament extern amb un làser d'ona contínua a una freqüència òptica lleugerament superior a la que amplifiquen. Típicament, les longituds d'ona de bombament són 630 nm o 1480 nm i per obtenir els millors resultats quant a soroll, s'ha de realitzar en la mateixa direcció que el senyal.